# Перехрестя часу
Перехрестя часу (англ. The Crossroads of Time) — науково-фантастичний роман американської письменниці Андре Нортон, вперше опублікований 1956 року.
Історія проводить героя через кілька версій Землі, якою вона могла б бути, якби історія пішла інакше.

## Зміст
Восени 1955 року в Нью-Йорку, Блейк Вокер приїхав з Огайо, щоб вступити до коледжу. Використовуючи своє відчуття небезпеки, він рятує людину від викрадача, а потім виявляє, що друзі викрадача проявили до нього нездоровий інтерес. Чоловік, якого він врятував, Марк Кітсон, організовує його зникнення в організації, яка займає приховану квартиру. Там він зустрічає інших членів команди Кітсона, Джейсона Сакстона, Стена Ерскіна та Хойта.
Наступного дня, перебуваючи на самоті в квартирі, Блейк чує, як хтось намагається проникнути. У той же час він піддається телепатичному нападу, який вибиває його з ладу. Коли він приходить до тями, він розповідає Кітсону та іншим про те, що сталося. Кітсон пояснює йому, що він та інші агенти з альтернативної Землі, більш розвиненої технологічно та психічно, ніж Земля Блейка. Вони полюють на злочинця Кмоата Во Пранджа, який, можливо, був грабіжником, з яким Блейк напівзіткнувся. Зрозумівши, що їхню схованку виявлено, хранителі переносять свою операцію в будинок на Патрун-Плейс у районі Маунт-Юніон, підбираючи вуличне кошеня, якого Гойт починає навчати телепатично.
Повертаючись до будинку з місцевої аптеки, Блейка викрадають гангстери, які працюють на Пранджа, і доставляють його до схованки. Там його кидають у темний підвал до боязкого дрібного шахрая на ім'я Лефті Коннерс. Шукаючи вихід у підвалі, двоє чоловіків натрапляють на квадратну платформу, з якої стирчить прут, схожий на лом. Лефті намагається витягнути стрижень і активує механізм, який переносить платформу та обох чоловіків у лабораторію на альтернативній Землі.
Коли він досліджує будівлю над лабораторією, Блейк потрапляє в пастку. Йому вдається втекти і виявляє, що Лефті насправді Прандж. Він повертається до дивного прилада в лабораторії та активує його саме тоді, коли один із тубільців світу стріляє йому в ліве плече тепловим променем. Прилад переносить Блейка у світ, у якому Манхеттен — це похмурий ландшафт, усіяний кам’яними вежами, який патрулюють канібали, у супроводі гігантських роботів-сороконіжок.
Втікаючи з цього світу та намагаючись повернутися у свій власний світ, Блейк потрапляє у схожий на сучасний світ, у якому Нью-Йорк перетворили на руїни. Коли він стикається з одним із місцевих, прилад активується і зникає. Той відводить його до сержанта, доброго диктатора, чия група колонізувала Центральний парк і сподівається відновити певну міру цивілізації на Мангеттені після того, як вони розчистять злочинців, які полюють на них. Сержант розповідає Блейку про темного персонажа на ім’я Арес, який, здається, організовує тих, хто ховається, і Блейк припускає, що це Прандж, використовує свої телединамічні здібності, щоб контролювати простих людей.
Вірячи, що Кіттсон і його команда врешті-решт прийдуть у цей світ, Блейк веде місцевих до будинку Патрун-Плейс. У будинку знаходять докази нещодавнього візиту та залишають Блейка та одного хлопчину чекати. Попереджений передчуттям, Блейк штовхає хлопця саме тоді, коли будинок, який був замінований, вибухає. Блейк відносить пораненого в аптеку, щоб він переночував і дочекався повернення решти людей Сержанта.
Наступного дня з'являються Кітсон і його команда. Вони сподіваються захопити Пранджа на масовій зустрічі бандитів, де Прандж має намір роздати сучасну зброю. Люди сержанта також з’являються, і починається бій. Блейк та інші зривають план Пранджа, залишаючи битву на виграш сержанту. Вони повертаються до шкали часу Блейка, щоб знайти Хойта та Пранджа, заблокованих у телединамічній дуелі. З підкріпленням Хойт перемагає в битві, а чоловіки захоплюють Пранджа. Оскільки Блейк знає надто багато, він змушений супроводжувати хранителів до їхнього відгалуження часу.

## Персонажі
- Блейк Вокер: Батьки не відомі. Його знайшли покинутим у провулку у віці двох років. Підростаючи, він виявив, що певні передчуття небезпеки завжди збуваються. Одна з них втягує його в пригоду, яка може допомогти йому дізнатися своє походження.
- Марк Кітсон (Ком Варлт) — головний хранитель, керівник групи.
- Джейсон Сакстон (Хорман Тіліс) — головний хранитель, заступник Кітсона.
- Стен Ерскін (Пейг Ло Сіг) — хранитель, член команди Кітсона.
- Хойт (Фел Корф) — хранитель, член команди Кітсона.
- Кмоат Во Прандж — злочиенець психопат/соціопат, який хоче правити світом.
- Лефті Коннерс — Прандж під виглядом дрібного шахрая.